# Ałła Bojko
Ałła Bojko (ukr. Алла Бойко, ur. 28 sierpnia 1990) – ukraińska kolarka górska, mistrzyni świata juniorek i wicemistrzyni Europy juniorek.

## Kariera
Pierwszy sukces w karierze Ałła Bojko osiągnęła w 2007 roku, kiedy zdobyła złoty medal wśród juniorek na mistrzostwach świata w Fort William. Na rozgrywanych rok później mistrzostwach Europy w kolarstwie górskim w St. Wendel była druga w tej samej kategorii wiekowej, ulegając tylko Niemce Monie Eiberweiser. Nie startowała na igrzyskach olimpijskich. Nigdy też nie stała na podium zawodów Pucharu Świata w kolarstwie górskim.